# 최호 (영화 감독)
최호(崔豪, 1967년 4월 2일 ~ )는 대한민국의 영화 감독이자 각본가이다.

## 학력
- 계원예술고등학교
- 중앙대학교 예술대학 영화학과
- 파리 제8대학교 대학원 영화학 석사

## 영화작품

### 감독
- 1998년 《바이 준》(유지태, 김하늘)
- 2002년 《후 아 유》(조승우, 이나영)
- 2006년 《사생결단》(류승범, 황정민)
- 2008년 《고고70》(조승우, 신민아)
- 2014년 《빅매치》(이정재, 신하균, 이성민, 보아)

### 조감독
- 1991년 《닫힌 교문을 열어》